# Bortle-Skala
Die Bortle-Skala gibt das Ausmaß der Lichtverschmutzung eines astronomischen Beobachtungsstandorts an.

## Einteilung
Im Gegensatz zu Seeing-Skalen erfolgt die Bestimmung des Grades der Lichtverschmutzung vorwiegend ohne optische Hilfsmittel. Neben einigen einfachen Methoden zur Einordnung, wie das Auszählen von Sternen einer bestimmten Himmelsregion, gibt es auch anerkannte Skalen. Am meisten verbreitet ist die im Februar 2001 veröffentlichte Bortle-Skala nach John E. Bortle. Die Einteilung erfolgt in neun Klassen:
- Klasse 1: extrem dunkel (Wüste)  –  Grenzgröße 8,0 bis 7,6 mag 
 Zodiakallicht, Zodiakalband und Gegenschein auffällig. Airglow direkt sichtbar. Die Milchstraße in den Sternbildern Schütze/Skorpion wirft Schatten. Die  Galaxie M33 ist mit bloßem Auge mit direktem Sehen ein auffälliges Objekt. Jupiter und Venus behindern die Dunkeladaptation. Instrumentarium und Menschen sind vor dunklem Hintergrund nicht zu erkennen.
- Klasse 2: sehr dunkel (Gebirge)  –  Grenzgröße 7,5 bis 7,1 mag 
 Zodiakallicht hell und Farbe gelblich. Airglow in Horizontnähe schwach erkennbar. Sommermilchstraße stark strukturiert. M33 mit bloßen Augen und direktem Sehen leicht erkennbar. Wolken stehen am Nachthimmel nur indirekt als dunkle Löcher vor dem Sternhimmel. Teleskop nur schemenhaft erkennbar.
- Klasse 3: Land  –  Grenzgröße 7,0 bis 6,6 mag 
 Zodiakallicht im Frühling und Herbst noch erkennbar. Milchstraße deutlich differenziert. M33 mit bloßen Augen und indirekt leicht erkennbar. Horizont bereits lichtverschmutzt. Beobachtungsinstrumentarium deutlich erkennbar.
- Klasse 4: Übergang Land/Vorstadt  –  Grenzgröße 6,5 bis 6,1 mag 
 Zodiakallicht nur teilweise zu sehen. Milchstraße deutlich, aber teilweise bereits strukturlos. M33 auch indirekt kaum zu sehen. In Horizontnähe deutliche Lichtverschmutzung. Wolken über Siedlungen deutlich aufgehellt. Beobachtungsinstrumentarium sehr deutlich erkennbar.
- Klasse 5: Vorstadt  –  Grenzgröße 6,0 bis 5,6 mag 
 Zodiakallicht nur in besten Nächten im Frühjahr oder Herbst erkennbar. Milchstraße in Horizontnähe kaum erkennbar, im Zenit strukturlos. Lichtverschmutzung in allen Richtungen. Wolken auch über Beobachtungsort deutlich aufgehellt, teilweise heller als der Himmel. Beobachtungsinstrumentarium auch ohne Rotlicht bestens erkennbar.
- Klasse 6: helle Vorstadt  –  Grenzgröße 5,5 bis 5,1 mag 
 Kein Zodiakallicht. Milchstraße nur im Zenit, M31 indirekt gerade noch zu sehen. Himmel bis 35 Grad Höhe grau/weiß. Wolken hell angeleuchtet.
- Klasse 7: Übergang Vorstadt / Stadt  –  Grenzgröße 5,0 bis 4,6 mag 
 Gesamter Nachthimmel grau/weiß. Milchstraße unsichtbar. Selbst hohe Wolken hell angestrahlt.
- Klasse 8: Stadt  –  Grenzgröße 4,5 bis 4,1 mag 
 Himmel weiß/orange. Sternbilder mit großen Lücken. Zeitungsschlagzeilen mühelos lesbar.
- Klasse 9: Innenstadt  –  Grenzgröße 4,0 mag und heller 
 Gesamter Nachthimmel bis in den Zenit hell erleuchtet. Viele Sterne in den Sternbildern verschwunden. Himmelslücken gänzlich sternfrei. M45 das letzte erkennbare Messier-Objekt.